# Жуан Алваріш Фагундіш
Жуáн А́лваріш Фагундіш (порт. João Álvares Fagundes; бл. 1460 р. — 1522 р.) — судновласник, дослідник і колонізатор з міста Віана-ду-Каштелу в північній Португалії. Приблизно в 1520—1521 роках він організував кілька експедицій з переселенцями на Ньюфаундленд і Нову Шотландію. Його експедиції стали першою з часів епохи вікінгів спробою європейців колонізувати Північну Америку.

## Біографія
Фагундіш разом зі своїм другим капітаном Перу де Барселуш в 1520—1521 роках досліджував острови поблизу Ньюфаундленду і Нової Шотландії — Сент-Пол поблизу Кейп-Бретон, Сейбл, острів Пінгвінів (нині відомий як острів Фанк), Берджоу, Сен-П'єр і Мікелон. Останні острови він назвав островами Одинадцятьох тисяч дів на честь святої Урсули. На свойому кораблі він перевозив на ці землі переселенців — родини з Азорських островів і з материкової Португалії.
13 березня 1521 року король Португалії Мануел I надав Фагундішу виключні права капітана-донатаріо на вже відкриті ним землі і землі, які він відкриє в майбутньому в додаток до земель, відкритих в тому районі іншим португальським мореплавцем і дослідником Гашпаром Корте-Реалом (Гренландія).
Але Фагундіш так і не здійснив нову подорож, яку готував. Він помер грудні 1522 року, перебуваючи на той момент на посаді звичайного судді і радника палати (порт. vereador da Câmara)  Віана-ду-Каштелу. Похований у каплиці Санто-Крісто.

## Португальська колонія на Кейп-Бретон

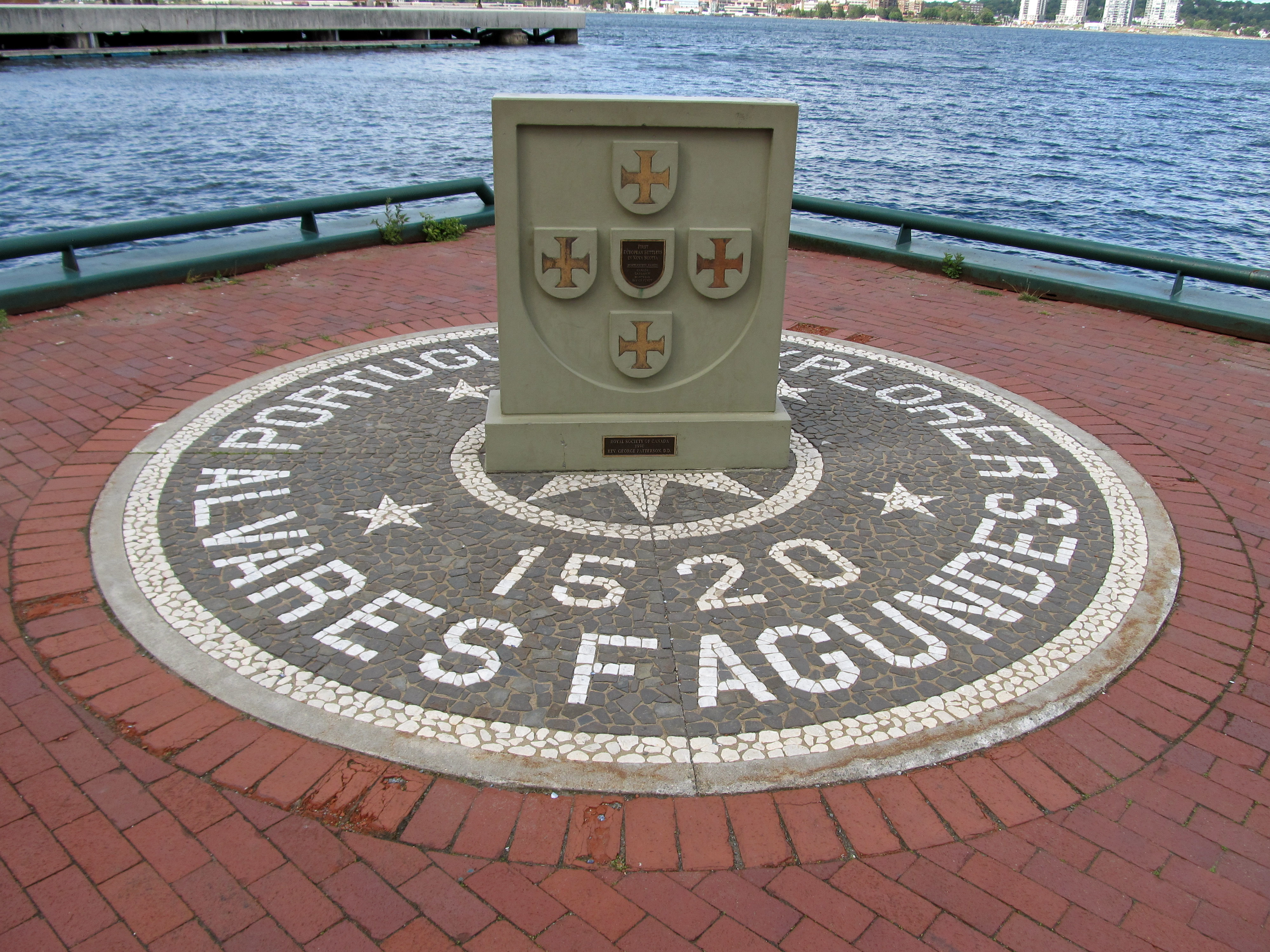
Памятний знак на честь Фагундіша біля Галіфакс-Харбор, Нова Шотландія

Капітан Франсішку де Соуза, фейтор або капітан-донатаріо острова Мадейра і уродженець того ж острова повідомив у 1570 році, що приблизно 45 або 50 років тому «деякі дворяни [з Віану-ду-Каштела] повідомили про наявну у них інформацію про Нову Землю Тріски, яку вони вирішили заселити». Вони отримали ліцензію від короля Мануела на експедицію під командуванням Жуана Алваріша Фагундіша, який очолював кілька сімей і пар, переважно з Азорських островів, особливо з острова Терсейра, які були зібрані в дорозі. Вони досягли Північної Америки на нау та каравеллі, і «оскільки вони вважали узбережжя Ньюфаундленду дуже холодним, вони пливли зі сходу на захід», поки не досягли нового «берега, який тягнувся з північного сходу на південний захід, і там вони оселились і залишили свої кораблі». Де Соуза сказав, що більше нічого не відомо про «колоністів, які оселилися там, оскільки вони були поза зв'язками з метрополією».
Лише пізніше звістки про долю колоністів були отримані завдяки повідомленням баскських рибалок, які відвідали цей регіон. Баски принесли інформацію про колонію та її мешканців і їх нащадків «і сказали, що їх попросили повідомити владу Португалії про їхнє становище в країні та надіслати їм священиків, тому що язичники (можливо, народ мікмак) миролюбні й слухняні». За словами Соузи, це було на Кейп-Бретон (Cape Britão старопортугальською — таку назву острів вже мав у 1570 році завдяки експедиції Жака Картьє та інших), «на вході на північне узбережжя, у мальовничій бухті», і, згідно з літописцем «де було поселення з дуже цінними речами, і багато волоських горіхів, каштанів, винограду та інших фруктів, де, здається, добра земля, і серед цих людей були деякі пари з Азорських островів; які як відомо, оселились тут».
Губернатор Мадейри закінчив згадку про цю колонію молитвою та благанням: «Нехай наш Господь у Своєму милосерді прокладе шлях, щоб надати їм допомогу, і я маю намір піти згаданим шляхом вздовж узбережжя, коли я досягну острова Сан-Франциско, що ми можемо зробити за одне плавання». Ця гіпотетична колонія могла проіснувати принаймні до 1570-х років або до кінця століття.
У 1607 році Самюель де Шамплен знайшов залишки великого хреста («старий хрест, весь покритий мохом і майже повністю згнивший») на території сучасної Адвокат-Харбор в Новій Шотландії в затоці Мінас. Деякі історики приписують хрест Фагундішу, який, як припускають, відвідав це місце приблизно вісім десятиліть тому.